# Clubiona taiwanica
Clubiona taiwanica är en spindelart som beskrevs av Ono 1994. Clubiona taiwanica ingår i släktet Clubiona och familjen säckspindlar. Inga underarter finns listade i Catalogue of Life.